# Dama kameliowa
Dama kameliowa (fr. tytuł oryg. La dame aux camélias) – powieść społeczno-obyczajowa autorstwa Alexandre’a Dumasa (syna) napisana i wydana po raz pierwszy w 1848 (polskie tłumaczenie w 1870). Oparta jest na autentycznej biografii kurtyzany Marie Duplessis i historii jej romansu z pisarzem.
Dama kameliowa jest uznawana za szczytowe osiągnięcie melodramatu. Doczekała się adaptacji na dramat. Jego premiera miała miejsce 2 lutego 1852 (w Polsce w 1879). W tej formie odniosła światowy sukces.
Główna bohaterka powieści – Marguerite Gautier – stała się pierwowzorem Violetty Valéry w operze Giuseppe Verdiego Traviata, powstałej również na podstawie Damy kameliowej.
Pod własnym imieniem i nazwiskiem stała się również bohaterką słynnego baletu Johna Neumeiera Die Kameliendame (Stuttgart, 1978), premiera polska pt. Dama kameliowa w wykonaniu Polskiego Baletu Narodowego (Warszawa, 2018).

## Treść
Akcja Damy kameliowej rozpoczyna się tuż po śmierci głównej bohaterki, słynnej paryskiej kurtyzany Marguerite Gautier. Jej ukochany Armand Duval chce odkupić od narratora pamiątkową książkę po niej, którą narrator wcześniej nabył na licytacji jej majątku. Opowiada mu historię ich miłości. W ten sposób przedstawiona została cała historia romansu Armanda i Małgorzaty.
Ona porzuca dla niego swoje dotychczasowe życie, on chce z nią pozostać do końca swoich dni. Szczęście młodych burzy jednak przybycie do Marguerite ojca Duvala.
Stary Duval wymusza na niej, by porzuciła jego syna, gdyż związek Armanda z byłą prostytutką może zniweczyć matrymonialne plany jego córki. Marguerite przystaje, choć z bólem, na tę propozycję.
Armand, nie rozumiejąc powodów jej powrotu do dawnego stylu życia, obraża dziewczynę przy każdej nadarzającej się sposobności. Następuje rozstanie, ale i śmierć Marguerite z powodu gruźlicy. Kiedy Armand, rozumiejąc wszystko, wraca – jest już za późno.

## Ważniejsze ekranizacje filmowe

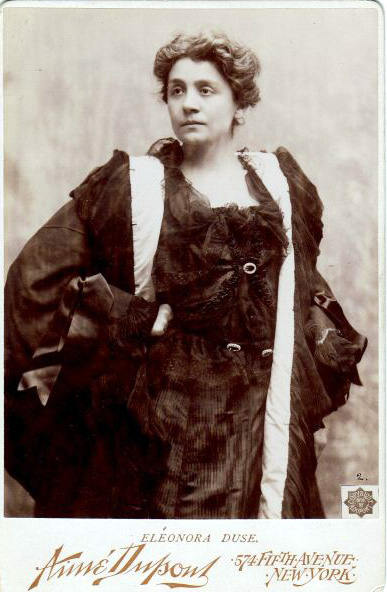
Eleonora Duse jako Marguerite Gautier (1896)

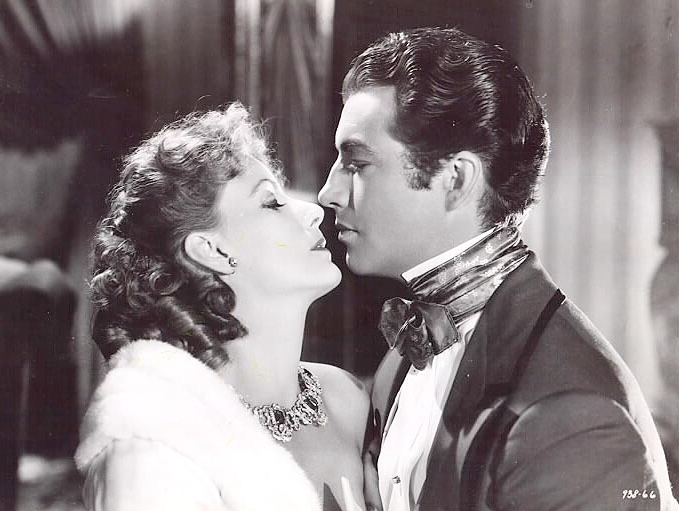
Greta Garbo jako Marguerite Gautier (1936) (na zdj. z Robertem Taylorem)

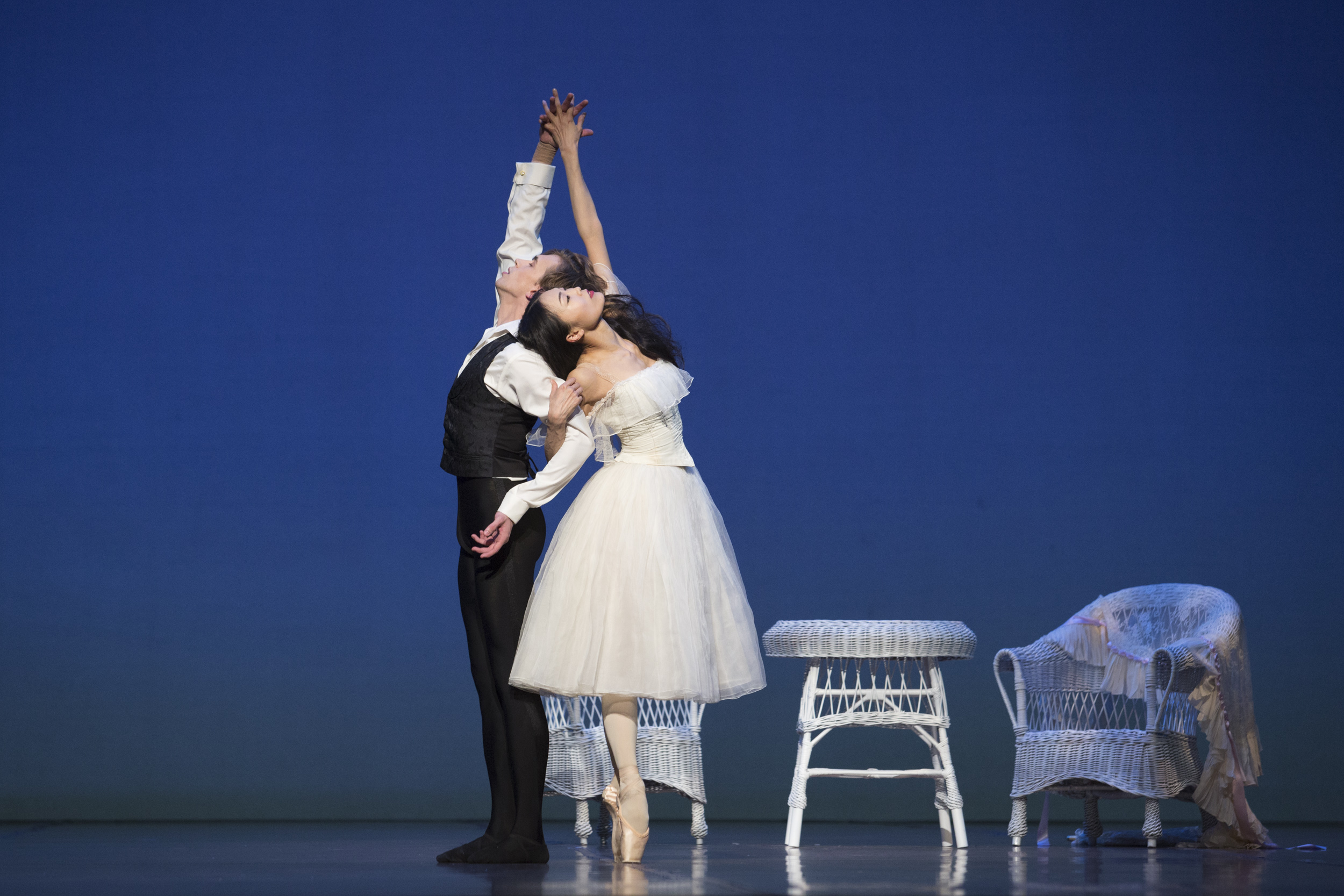
Dama kameliowa w choreografii Johna Neumeiera, Polski Balet Narodowy: Yuka Ebihara (Małgorzata Gautier) i Patryk Walczak (Armand Duval)

- Dama kameliowa – amerykański film z 1926
- Dama kameliowa – amerykański film z 1936
- Dama kameliowa – francusko-włoski film z 1953
- Dama kameliowa – francusko-włoski film z 1981
- Dama kameliowa – polski film z 1994
- Dama kameliowa – francuski film z 1998

## Źródło
- Janina Kulczycka-Saloni: Programy i dyskusje literackie okresu pozytywizmu (Biblioteka narodowa) (Polish Edition). Warszawa: Zakład Narodowy im. Ossolińskich, 1985, s. 68. ISBN 83-04-01664-8.
- Józef Kański „Przewodnik operowy”, Polskie Wydawnictwo Muzyczne S. A., Kraków 2008; ISBN 978-83-224-0721-9